# Leisure Suit Larry: Wet Dreams Don’t Dry
Leisure Suit Larry: Wet Dreams Don’t Dry ist ein 2018 erschienenes Computerspiel, entwickelt vom deutschen Studio CrazyBunch und veröffentlicht von Assemble Entertainment. Das Erotik-Adventure-Videospiel ist eine Neuauflage der populären Leisure-Suit-Larry-Reihe. Es ist der Nachfolger zu Leisure Suit Larry 7: Yacht nach Liebe! von 1996.

## Handlung
Die Handlung ignoriert die Vorgängerspiele und bringt den Möchtegernfrauenheld Larry Laffer aus den 1980er-Jahren in die Zeit des 21. Jahrhunderts. Dort muss er sich mit neuen Technologien wie dem Smartphone und Apps wie Tinder (im Spiel Timber genannt), Facebook (im Spiel Farcebook genannt) und Instagram (im Spiel Instacrap genannt) vertraut machen, mit welchen er neue Treffen arrangiert. So muss er von möglichst vielen Nutzern positiv bewertet werden, um dadurch populär genug zu werden, um bei seiner Traumfrau zu landen. Dabei wird auch die moderne Gesellschaft, Technik und Hipster- und Influencer-Kultur sowie sonstige Popkultur parodiert.

## Spielprinzip und Technik
Wie alle Spiele der Reihe ist auch dieser Teil ein Point-and-Click-Adventure mit erotischem Humor. Um voranzukommen, muss der Spieler Rätsel lösen, indem er Objekte kombiniert und mit Charakteren spricht. Als neues Item fungiert hierbei das Handy, mit dem der Spieler spezielle Apps nutzen kann. Zum Reisen gibt es eine Schnellreisefunktion. Insgesamt gibt es über 30 Orte und über 30 Charaktere.

## Produktionsnotizen
Entwickelt wurde das Spiel von dem Hamburger Entwicklerstudio CrazyBunch. Im November 2018 wurde das Spiel von Assemble Entertainment für Microsoft Windows und MacOS über Steam veröffentlicht. Im Juni 2019 erschien das Spiel für die PlayStation 4 und die Nintendo Switch, im September 2020 schließlich auch für die Xbox One.
Im August 2020 wurde ein Nachfolger namens Wet Dreams Dry Twice angekündigt, der im Oktober 2020 erschien.

### Synchronsprecher
| Charakter            | Deutscher Sprecher |
| -------------------- | ------------------ |
| Larry Laffer         | Philipp Moog       |
| Lefty                | Rüdiger Schulzki   |
| Bill „BJ“ Jobs       | Till Hagen         |
| Faith Less           | Irina von Bentheim |
| Erin Brooks          | Anna Kumosiak      |
| Lemma Tallica        | Flavia Vinzens     |
| Richard „Dick“ Ryder | Patrick Stamme     |
| Bea Thuse            | Katja Brügger      |
| Lance Straightman    | Jonas Anders       |
| Waltraud             | Annett Perka       |
| Smokey Bear          | Patrick Stamme     |
| Anu Singh            | Kathrin Spielvogel |
| Polizist             | Uke Bosse          |
| Stix LaBoum          | Holger Löwenberg   |
| Tuck A. Shade        | Monty Arnold       |
| Cebe                 | Joshy Peters       |
| Becky Butter         | Nicola Schäffler   |
| Mi-Young Nari Dong   | Stephanie Damare   |
| Phteven              | Brian Sommer       |
| Finley               | Jannik Endemann    |
| Everitt              | Daniel Axt         |
| Diana Dickboyle      | Nadine Wöbs        |
| Kyle                 | Daniel Welbat      |

## Rezeption
Leisure Suit Larry: Wet Dreams Don’t Dry erhielt gemischte bis positive Bewertungen. Die Rezensionsdatenbank Metacritic aggregiert 18 Rezensionen zu einem Mittelwert von 72.
Gelobt wurde, dass das Spiel die moderne Gesellschaft mit einem politisch nicht korrekten und teils zweideutigen und infantilen erotischen Humor kritisiere und dabei viele Anspielungen und Wortspiele nutze. Gelobt werden außerdem die gut geschriebenen Dialoge und die witzigen Figuren. Das Spiel erinnert dabei an den Charme der alten Spiele. Die Grafik und Rätsel sind einfach gehalten, passen aber so besser zum Spiel. Kritisiert wird, dass die Sprachausgabe teilweise zu steif wirkt und zu viele Klischees benutzt werden, sowie einige Spielfehler.

„Die Gags zünden, die Figuren sind sympathisch und die Welt ist überschaubar, aber interessant. (...) Auch ein paar Schauplätze könnten ein wenig mehr Interaktion vertragen und ein paar wenige Rätsel strapazieren die typische Adventure-Logik zu sehr. Es macht aber einfach Spass, gemeinsam mit Larry und der herrlich sarkastischen Pi New Lost Wages unsicher zu machen und sich abwechselnd über schamlos-flache Pimmelwitze, liebevolle Anspielungen an früher und angenehm treffende Gags über Hipster, Fitness-Fanatiker und Social-Media-Influencer zu freuen. So kann Larry gerne in Fortsetzungen weiter machen. (...) Larry findet zu seinen alten Adventure-Qualitäten zurück und schafft den Sprung in die Gegenwart mit Bravour!“